# Frankenstraße 33 (Stralsund)

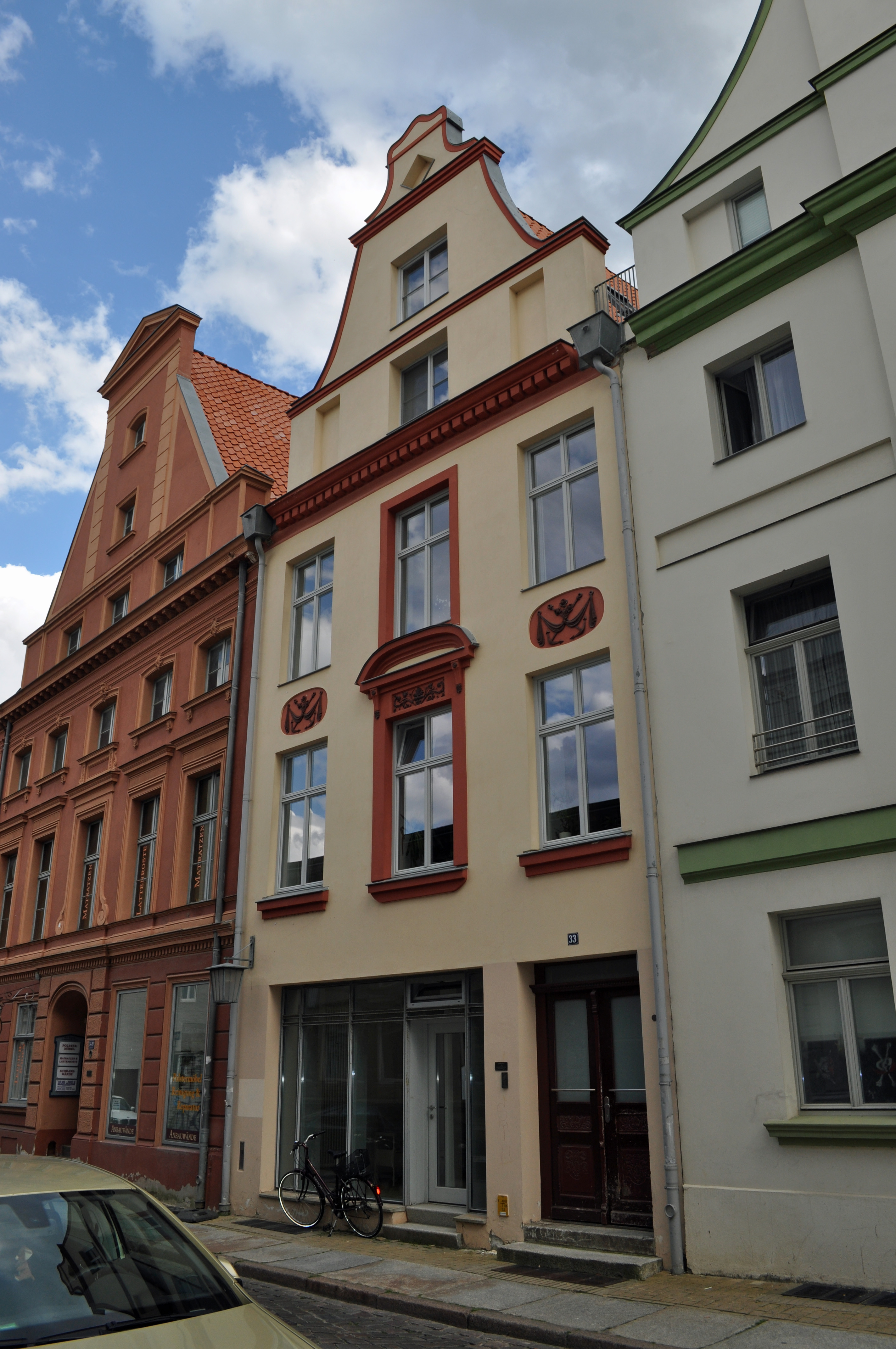
Das Haus Frankenstraße 33 Stralsund (2011)

Das Haus mit der postalischen Adresse Frankenstraße 33 ist ein unter Denkmalschutz stehendes Gebäude in der Frankenstraße in Stralsund.
Das dreigeschossige und dreiachsige, verputzte Giebelhaus mit Schweifgiebel stammt aus dem späten 18. Jahrhundert, ist im Kern aber älter.
Stuckreliefs in den ovalen Putzspiegeln zwischen dem ersten und dem zweiten Obergeschoss zeigen Füllhörner und Anker.
Das Haus liegt im Kerngebiet des von der UNESCO als Weltkulturerbe anerkannten Stadtgebietes des Kulturgutes „Historische Altstädte Stralsund und Wismar“. In die Liste der Baudenkmale in Stralsund aus dem Jahr 1997 ist es mit der Nummer 230 eingetragen.